# Objectgeoriënteerde database

Voorbeeld van een Objectgeoriënteerde database.

Een objectgeoriënteerde database of in het algemeen het objectgeoriënteerde databasemodel is een databasemodel waarin net zoals in objectgeoriënteerde programmeertalen met objecten wordt gewerkt. Het model wordt ook het semantische databasemodel genoemd.
Het doel van zo'n database is het invoegen van dergelijke objecten in de database zo eenvoudig mogelijk te maken. Zo wenst men de objecten die men gebruikt in een objectgeoriënteerde taal direct te kunnen opslaan in de database, zonder, zoals in een relationele database, tupels te moeten gebruiken.
De meeste Object Database management systemen ODBMS ondersteunen een querytaal en maken daarmee een declaratieve aanpak mogelijk. Hoe dit wordt aangepakt verschilt van product tot product. Er is reeds een poging gedaan om dit te standaardiseren in Object Query Language OQL.
In sommige gevallen kan men kan data sneller opvragen doordat er geen join operaties nodig zijn: men kan de pointers rechtstreeks volgen. Dit is dan een voordeel ten opzichte van relationele databases. Veel ODBMS laten het ook toe om verschillende versies van objecten bij te houden.